# NGC 4026
NGC 4026 ist eine linsenförmige Galaxie vom Hubble-Typ S0 im Sternbild Großer Bär am Nordsternhimmel. Sie ist schätzungsweise 47 Millionen Lichtjahre von der Milchstraße entfernt und hat einen Durchmesser von etwa 70.000 Lichtjahren.
NGC 4026 gehört zur 41 Galaxien zählenden M 109-Gruppe (LGG 258), der größten Untergruppe im Ursa-Major-Galaxienhaufen der wiederum Teil des Virgo-Superhaufens ist. 
Das Objekt wurde am 12. April 1789 von Wilhelm Herschel entdeckt.